# Paris-Vichy
Paris-Vichy est une ancienne course cycliste française, organisée de 1927 à 1935 entre Paris et Vichy (Allier).

## Palmarès
| Année | Vainqueur        | Deuxième                 | Troisième        |
| ----- | ---------------- | ------------------------ | ---------------- |
| 1927  | Arsène Alancourt | Pierre Magne             | Ernest Neuhard   |
| 1930  | Antonin Magne    | Julien Moineau           | André Godinat    |
| 1931  | Jean Bidot       | Félicien Vervaecke       | Georges Dewitte  |
| 1932  | Jean Bidot       | Maurice Archambaud       | Émile Decroix    |
| 1933  | Léon Louyet      | André Leducq             | Frans Bonduel    |
| 1934  | Roger Lapébie    | Raymond Louviot          | Georges Speicher |
| 1935  | Jean Aerts       | Bernard Van Rysselberghe | Gustave Danneels |